# Robyn Lambourne
Robyn Lambourne, née Robyn Friday le 24 juillet 1964 à Narrogin, est une joueuse professionnelle de squash représentant l'Australie. Elle atteint en janvier 1992 la 2e place mondiale, son meilleur classement.
Elle est championne du monde junior en 1983 face à sa compatriote Helen Paradeiser et fait partie de l'équipe d'Australie championne du monde en 1992.

## Palmarès

### Titres
- Championnats du monde junior : 1983
- Championnats du monde par équipe : 1992

### Finales
- Open de Malaisie : 1992